# Álvaro Obregón
|  | Per a altres significats, vegeu «Álvaro Obregón Salido». |

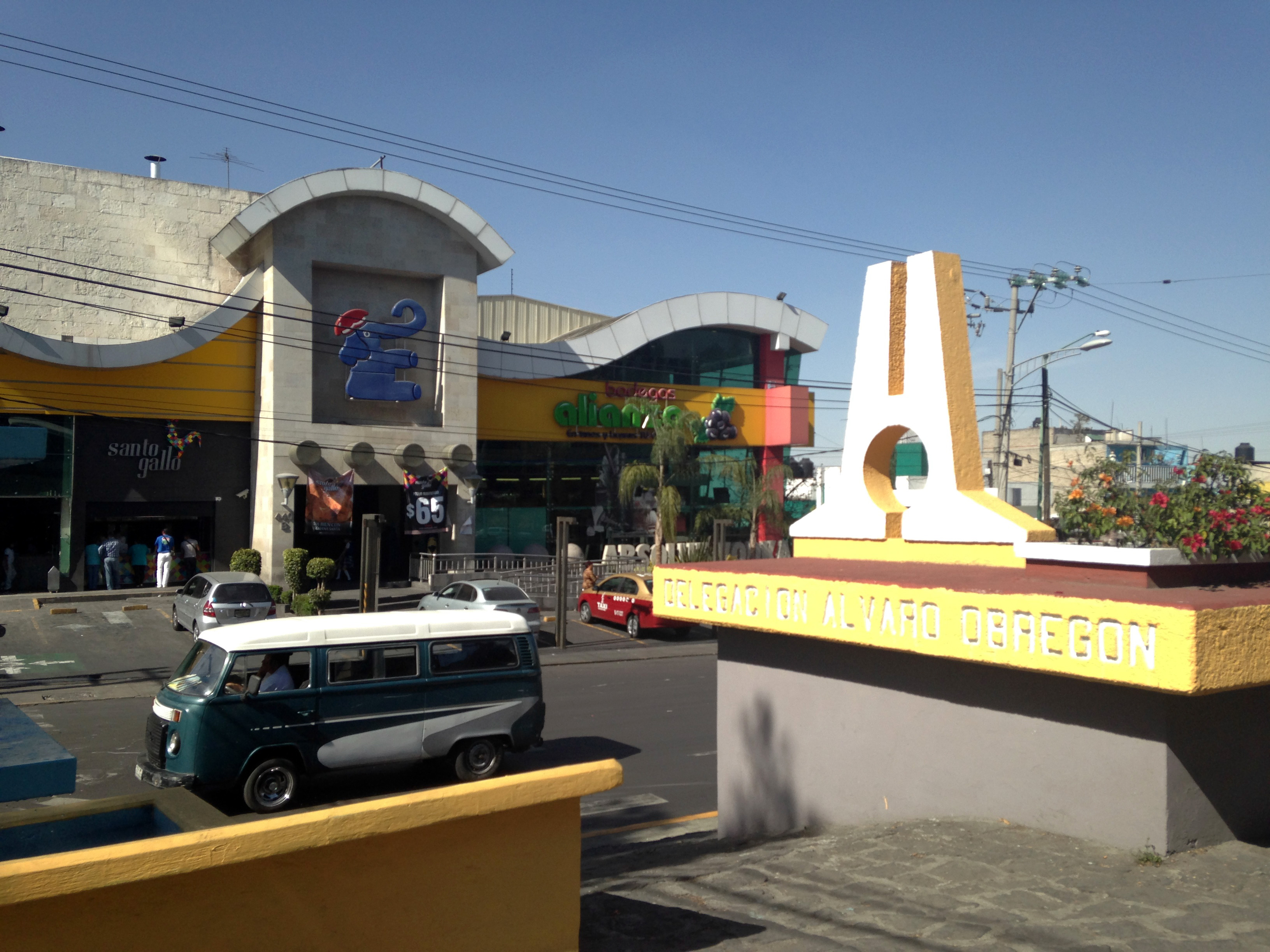
Avinguda Vasco de Quiroga amb l'emblema de la delegació

Álvaro Obregón és una de les 16 delegacions de la Ciutat de Mèxic. Deu el seu nom al revolucionari, polític i militar Álvaro Obregón que fou president de Mèxic de 1920 a 1924.

## Demografia
La població total de la demarcació era el 2010 de 727.034 habitants. És la tercera delegació més poblada del Districte Federal. Les primeres dues són Iztapalapa i Gustavo A. Madero. L'estudi va registrar que el 47.6% de la població són homes (346 mil 041) i el 52.4% són dones (380 mil 993), per tant, per cada 91 homes hi ha 100 dones. Pel que fa a la població total i a la taxa de creixement mitjana anual, l'informe indica que en la delegació Álvaro Obregón viuen 420.014 persones més que fa deu anys. Pel que fa a l'estructura de la població, l'informe indica que 163.655 obregonencs tenen entre 0 i 14 anys; 500.501 persones oscil·len entre 15 i 64 anys; mentre que 53.672 persones tenen més de 65 anys. Les dades van ser registrades en el Cens de Població i Habitatge realitzat del 31 de maig al 25 de juny de 2010.

### Evolució
| 1995   | 2000   | 2005   | 2010   |
| ------ | ------ | ------ | ------ |
| 676930 | 687020 | 706567 | 727034 |

## Organització territorial
Álvaro Obregón va ser assassinat en el restaurant La Bombilla, en San Ángel pel dibuixant José de León Toral. Quatre anys després de l'assassinat, sent president de Mèxic Pascual Ortiz Rubio, va emetre un decret per canviar el nom de la Delegació San Angel al de Villa Álvaro Obregón, per commemorar a qui fos brillant militar, president de Mèxic i impulsor de la Revolució. Després de 38 anys de ser denominada villa Álvaro Obregón, el 1970 es va emetre un nou decret per reorganitzar la Ciutat de Mèxic. S'establiren 16 Delegacions Polítiques i a partir de llavors aquesta demarcació és formalment denominada Delegació Álvaro Obregón.
La delegació Álvaro Obregón té 9 direccions territorials, sent aquestes les següents:
- San Ángel
- Águilas
- Plateros
- Región de Colònies
- Centenario
- La Era
- Jalalpa
- Tolteca
- Popular Tepeaca